# Альошин Микола Васильович
Микола Васильович Альошин (9 грудня 1950, Старовеличківська) — радянський футболіст, який грав на позиції півзахисника та захисника. Відомий за виступами в низці радянських клубів, найбільш відомий за виступами у складі харківського «Металіста», у складі якого зіграв понад 150 офіційних матчів.

## Клубна кар'єра
Микола Альошин народився в Краснодарському краї, та розпочав виступи на футбольних полях у дублюючому складі краснодарської «Кубані» в 1968 році. У 1970 році він грав у команді класу «Б» «Торпедо» з Єйська. У 1971 році повернувся до «Кубані», яка на тойчас грала у другій лізі, цього разу провів у її складі 18 матчів. У 1972 році став гравцем команди другої ліги «Дружба» з Майкопа, в складі якої грав до 1974 року. У 1975 році став гравцем харківського «Металіста», який у цьому році грав у першій лізі, проте за підсумками сезону вибув до другої ліги. У другій лізі в складі «Металіста» наступного року Альошин став срібним призером чемпіонату УРСР, який проводився у рамках зонального турніру другої ліги, а в 1978 році за підсумками зонального турніру другої ліги став чемпіоном УРСР, а команда отримала путівку до першої ліги. Наступний сезон Альошин провів у команді першої ліги «Спартак» з Нальчика. У 1980 році Микола Альошин перейшов до іншої команди першої ліги «Таврія» з Сімферополя, проте грав лише у розіграші Кубка СРСР, як і інший дебютант клубу Андрій Андрейченко. Під час сезону 1980 року Альошин перейшов до складу команди другої ліги «Фрунзенець» із Сум, і після закінчення сезону завершив виступи на футбольних полях.

## Досягнення
- Переможець Чемпіонату УРСР з футболу 1978 року, який проводився у рамках турніру 2-й зоні другої ліги чемпіонату СРСР.
- Срібний призер чемпіонату УРСР з футболу 1976.